# Jens Otto Krag
Jens Otto Krag (15 de Setembro de 1914 - 22 de Junho de 1978) foi um político da Dinamarca. Ocupou o cargo de primeiro-ministro da Dinamarca.